# Hugues Tubœuf
Hugues Tubœuf, né avant l'an 1020, est un aventurier normand qui se rendit en Italie méridionale, probablement autour de l'an 1035, à la recherche de gloire mais surtout de richesses.

## Biographie
Banni du duché de Normandie ou choisissant l'exil volontaire, Hugues Tubœuf sert comme mercenaire dans une Italie du Sud instable et divisée, et en cette qualité, fait partie du contingent composé de 300 guerriers normands chargés de guerroyer en Sicile contre les musulmans, à la solde des Byzantins du général Georges Maniakès (1038-1040). La tentative de reconquête byzantine échoue; les Normands, dont Hugues Tubœuf, se révoltent contre Byzance à propos de leurs conditions et de leurs soldes, lâchent Maniakès et décident de combattre pour leur propre compte.
En septembre 1042, à Matera (ou Melfi), il fait partie des chefs normands qui participent à l'élection comme chef de Guillaume de Hauteville dit « Bras-de-Fer », ainsi que des 12 « barons » normands qui se partagent l'Apulie byzantine, dont le Nord a déjà été conquis par eux entre 1040 et 1042. Parmi ces barons se trouvent notamment le Breton Tristan, qui reçoit en fief Montepeloso, Pierron, qui reçoit Trani, tandis que Hugues reçoit la cité de Monopoli, dans la région de Bari.
Hugues Tubœuf est surtout passé à la postérité pour cet épisode fameux relevé par les chroniqueurs contemporains, impressionnés par la force physique des guerriers normands et par leur sauvagerie à la guerre : en 1043, à la veille de la bataille de Venosa opposant les bandes normandes aux troupes byzantines, un envoyé byzantin vint parlementer avec des chefs normands, proposant des offres de paix. Pour seul réponse, l'un de ces Normands, Hugues, donna un violent coup de poing au cheval de l'ambassadeur, l'assommant net. Les ambassadeurs furent renvoyés et la bataille se déroula le lendemain : les Normands, pourtant peu nombreux, furent victorieux :
- Extrait en latin concernant Hugues Tubœuf assommant le cheval :

« Sed cum sine castro, quo se tuerentur a parte illius, incolis essent, castrum quod Melfa dicitur, construxerunt, ubi, cum quingenti tantummodo milites essent, Graeci, qui terrae illi principabantur, maxima multitudine ex Calabria et Apulia sibi coadunata, usque ad sexaginta millia armatorum, ut eos a finibus suis propellerent, versus illos ire coeperunt; legatoque praemisso, mandant, ut quod mallent eligant: aut certamen in crastino secum habere, aut, pace sibi indulta, incolumes a praedictis finibus recedere. Legatus vero qui ad hoc missus fuerat, cum pulcherrimo equo insideret, quidam normannus, Ugo, cognomento Tudebusem, equum manu attrectare coepit: et, ut mirabile aliquid de se sociisque suis, unde terrerentur, Graecis nunciaretur, nudo pugno equum in cervice percutiens, uno ictu quasi mortuum deiecit. Reliqui vero Normanni prosilientes graecum, qui cum equo deiectus fuerat et, solo timore laesus, quasi exanimis humi iacebat, erigunt; equum autem, usque ad quoddam praecipitium pertrahentes, deiciunt. Porro graecus, cum vix consolatione Normannorum ad mentem rediisset, meliori equo ab eis accepto, certamen paratum sociis refert. Sed cum quod acciderat principibus populi sui tantum retulisset, illi admiratione et metu percussi, verbum inter se comprimebant, ne forte, si in propatulo diceretur, exercitus territus refugeret. Mane itaque facto, summo diluculo a Normannis occurritur fortiterque congredientes, acerrime utrinque pugnatur. Intererant huic certamini de filiis Tancredi, Willelmus Ferreabrachia et comes Drogo: nam necdum quisquam fratrum eos subsecutus fuerat. Isti vero, ut fortissimi milites socios animantes, sed et ipsimet fortiter agentes, multis ex hostibus prostratis, tandem in fugam reliquos dederunt, quos insequentes et posteriores quosque caedentes, victoriam obtinuerunt, multis ex hostibus in flumine quod Olivetum dicitur, dum transnatare cupiunt, submersis… », Gaufridus Malaterra, circa annum 1099.

## Sources
- Gaufridus Malaterra, De Rebus Gestis Rogerii Calabriae Et Siciliae Comitis Et Roberti Guiscardi Ducis Fratis Eius (v. 1099)